# Higher (ザ・サタデイズの曲)
「Higher」(ハイヤー)は、イギリスとアイルランドのガールズグループ、ザ・サタデイズのデビューEP、Headlines!からの曲である。Ina Wroldsenが作詞し、Arnthor Birgissonが共同執筆・プロデュースしたこの曲は、2010年10月28日にEPの2枚目で最後のシングルとしてリリースされた。リリースに備えて、このシングルはアメリカのラッパーフロー・ライダーの新しいボーカルをフィーチャーするためにリミックスされた。ラッパーのシングル「Club Can't Handle Me」がグループの前のシングル「Missing You」を1位に上回った後、フロー・ライダーに2度目の地位を奪われた。ロシェル・ヒュームズは冗談めかして、彼とコラボレーションするまで、このグループはナンバーワンになることはないと言った。
フロー・ライダーは、彼とグループのファンの両方にコラボレーションを申し出た。批評家は一般的に、この曲は伝染性があり、キャッチーで、激しいので、Headlines!の最強の作品として賞賛した。この曲のミュージックビデオは、2010年8月末にロサンゼルスのフォックススタジオで撮影され、ニューヨーク市の交通渋滞の中で女の子たちが踊っている。この曲のシングルリミックスは2010年9月16日にCapital FMで初公開され、フロー・ライダーをフィーチャーしたビデオの新バージョンは2010年10月9日に初公開された。「Higher」は成功し、スコットランドとイギリスのシングルチャートでトップ10入りし、アイルランドではトップ15入りを果たした。また、2011年のポップジャスティス20ポンドの音楽賞を受賞した。

## 背景
グループの前のシングル「Missing You」がアメリカのラッパーFlo Ridaに2度目の1位に敗れた後、ワイズマンは、グループがUKシングルチャートでトップになる前に、グループが彼と一緒に曲を録音しなければならないと冗談を言った。フロー・リダはデイリー・スター紙にこう答えた。「もし私たちがコラボレーションを実現できるなら、私はそれのためにアップする。私はザ・サタデーについてあまり知りませんが、私たちは音楽を作るときに人々の顔に笑顔を浮かべる。それはナンバーワンになる以上のものである。その後、数日後、フロー・ライダーがグループの曲の1つのボーカルを録音してコラボレーションが進んだことが確認されたが録音が行われたとき、グループは出席しなかった。 ヤフー！ミュージックは、ラッパーがグループに手を差し伸べ、「[彼らは]彼の寛大な申し出に優雅に同意した」ことを確認した。グループの公式サイトは、彼がHeadlines!の次のシングルとしてリリースされる「Higher」の真新しいバージョンで彼がフィーチャーすることを確認した。

## 構成
「Higher」は、2010年4月にロシェル・ワイズマンが「Entertainment-Focus」のインタビューを受けたときに、グループの新しいシングルであることが確認された。ギターベースのメロディーを持つアップテンポの曲である。 また、「急なビート」と「息を吐くコーラス」もある。ワイズマンは「Higherは古典的なザ・サタデイズのポップソングです....それがオンになると、私たちは踊り回さずにはいられない！」歌詞は、ボーカルに自動チューニングを使用するグループのより深刻な側面を示している。 制作は「多忙」と評された。この曲のシングルバージョンは、アメリカのラッパー、フロー・ライダーの新しいボーカルをフィーチャーし、2010年9月16日にキャピタルFMでデビューした。

## クリティカルな受信
| レビュースコア | レビュースコア |
| ソース         | レーディング   |
| -------------- | -------------- |
| Digital Spy    | 星4            |

「Higher」は、音楽評論家から肯定的な評価を受け、この曲は伝染性があり、キャッチーであると賞賛された。Digital SpyのRyan Loveは、「シンセサイザーを満載した「Higher」は、最近のライブパフォーマンスの後、瞬く間にファンのお気に入りになった。その感染力のあるコーラスと超生意気な歌詞で、その理由がわかる。ウナ・ヒーリーのミドル8は、ステージ上ほどレコード上はそれほどスリリングではありませんが、Auto-Tuneの賢明でない使用が、ポップの完璧さに近いこの瞬間を台無しにしないでほしい。 ミラーのギャビン・マーティンは、「ギターで発するハイヤー」で「彼らは自分の性格のより深刻な側面を主張している」と同意した。新しいバージョンが初演されたとき、デジタルスパイのロバート・コプシーは「タカのようなサイレンとドキドキするエレクトロビートのベッドの上で、フランキーと仲間は誰も彼らを抑えるつもりはないと私たちに知らせる...生意気な歌詞、元気なプロダクション、トランポリンで録音されたように聞こえるダブルコーラスは、このトラックを私たちの新しいお気に入りのサッツシングルとして簡単にポールポジションに置きます。」
OKからのレビュー！雑誌は「見出し！「Higher」も含まれており、女の子たちが元気なエッジを発達させたことを証明する曲である。 BBCミュージックのフレイザー・マカルパインも、ヘッドラインをレビューしたときにこの曲を賞賛していた！「Missing You」がUKシングルチャートでトップになれないことに言及した後、彼は「[it's a shame]「Higher」や、気だるい『Died in Your Eyes』のような質の高い菓子では、バンドの失恋した女の子たちが一緒にいることがまだ多くのことをしているという十分な証拠があるからである。" ヤフーのジェイミー・ギルミュージックはアルバムの2つのハイライトの1つとして「Higher」を選んだ。ギルは「Higher」は、アルバムの大部分に感染する同じ賑やかな多忙なプロダクションによって荒廃しているかもしれないが、それでもその急上昇するビートと息を呑むようなコーラスは、それをアンセムレベルに引き上げる…」

## 賞
2011年9月6日、「Higher」は、Twitterなどのソーシャルネットワークサイトを通じて、音楽業界のメンバーとファンによって投票されたPopjustice £20 Music Prizeを受賞した。「Higher」は、アデル、ジェシー・J、テイク・ザットの競争を打ち負かした。彼らは皆、その年に1位のシングルとアルバムの両方で批評家の承認とチャートの成功を収めた。

## チャートパフォーマンス
アルバム版「Higher」は、Headlinesの強力なデジタル販売に続いて、シングルとして発表された後、UKシングルチャートで86位で最初にチャートインした。 フロー・ライダーをフィーチャーしたリミックスは、2010年9月16日にキャピタルFMとグループの公式YouTubeページで初公開された。. 9月25日、「Higher」はシングルがリリースされるほぼ3週間前にスコットランドで16位でデビューした. このシングルは、英国シングルチャートでの物理的なリリース後、10位、スコットランドチャートで9位を記録した。

## ミュージックビデオ

### 発売の裏側
グループは曲のビデオを撮影するためにロサンゼルスに飛んだ。 フロー・リダはビデオのパートを別々に録画したと言われている。 ビデオはテイラー・コーエンが監督した。 グループのウェブサイトのビデオクリップは、ビデオは、ブリトニー・スピアーズが以前使用していたセットであるフォックス・スタジオで、ニューヨーク市を背景に撮影された。背景には、本物の黄色のスクールバスと黄色のタクシーがあります。 「Higher」のアルバムバージョンをフィーチャーしたビデオは、2010年9月18日にITV2とSaturdaysの公式ウェブサイトで初公開された。 フロー・ライダーをフィーチャーしたビデオの新バージョンは、2010年10月9日にVevoネットワークで初公開された。

### 概要
ビデオは、車と黄色いタクシーが交通の列で待っている典型的なニューヨーク市の渋滞のシーンから始まる。男は混雑した道路を横断し、カメラはライトで引き上げる黒い車にシフトする。中にはラジオに合わせて踊っているザ・サタデイズがいる。男が車の窓をノックして金を乞うのが見られ、別の男がカフェに立っていて、向かいの車に乗っている小さな女の子が舌を出している。その後、コーラスがキックインすると、グループは車を降りて通りを散歩する。ダンサーのグループが近くの家の階段に立って踊っている。2番目の詩が始まると、グループはベンチに座り、お互いの会社を楽しんでいる。小さな女の子がやって来て、ロシェル・ワイズマンの手をつかんでグループを遠ざける。コーラスが2回目に始まると、グループは建物の階段に座っているのが見られ、近くの建設現場で、男性と女性の労働者が踊っている。その後、グループはビデオの冒頭で見られる交通の中を歩く。ブリッジの間、カメラはモリー・キングとウナ・ヒーリーに焦点を合わせる。ビデオの最後の瞬間、グループには地元の人々が参加し、全員が車の間で踊る。ビデオは、グループの何人かが車の上に立って、空中にキラキラを投げて、黒い車の中に戻っているところで終わる。
フロー・ライダーとのビデオの代替編集は、単にオリジナルのビデオと車の中でのフロー・リダの2つの新しいシーンと交差している。

## ライブパフォーマンス
サタデーズは2010年夏の音楽祭で「Higher」を数回演奏しましたが、モリー・キングが馬に噛まれて病気になったため、モリー・キングなしで演奏しなければならなかった。 2010年9月2日、彼らは4部構成のリアリティTVシリーズ「The Saturdays: 24/7」の第2話の最後に、初めて一緒にシングルを演奏した。 「Higher」は、2010年9月12日に開催された2010年のHelp the Heroesコンサートでの彼らのパフォーマンスでもセットリストの一部だった。2010年10月5日、彼らはブリテンズ・ネクスト・トップ・モデルのシーズン・フィナーレに招待された。

## フォーマットとトラックリスト
CDシングル
1. "Higher" (featuring Flo Rida) - 3:19
2. "Had It with Today" - 3:14 (written by Una Healy)[34]

デジタルEP
1. "Higher" (featuring Flo Rida) - 3:18
2. "Higher" (7th Heaven Remix Radio Edit) - 3:49
3. "Higher" (Stonebridge Remix Radio Edit) - 3:24
4. "Higher" (Fascination Remix Radio Edit) - 3:36
5. "Higher" (Ultimate Remix Radio Edit) - 3:50 [iTunes only][36]

改良版
1. "Higher" (featuring Flo Rida) - 3:19
2. "Had It with Today" - 3:14
3. "Higher" (7th Heaven Remix Radio Edit) - 3:49
4. "Higher" (Stonebridge Remix Radio Edit) - 3:24
5. "Higher" (Fascination Remix Radio Edit) - 3:36
6. "Higher" (Ultimate Remix Radio Edit) - 3:50
7. "Higher" (7th Heaven Club Remix) - 6:24
8. "Higher" (Stonebridge Remix) - 5:39
9. "Higher" (Fascination Club Remix) - 7:04
10. "Higher" (Ultimate Club Remix) - 6:38

## 職員
「Higher」はロンドンのディーン・ストリート・スタジオで録音された。
| - 作曲 – アーントール・ビルギソン, イナ・ヴロルセン - 録音プロデューサー – アーントール・ビルギソン - 録音 – アッシュ・ハウズ - マスターエンジニア – ディック・ビーサム - 録音エンジニア – ベン・ロビンス | - ボーカルアレンジ – アーントール・ビルギソン, イナ・ヴロルセン - ギター – エスビョルン・アハルウォール - リードボーカル – ザ・サタデイズ - バックボーカル – イナ・ヴロルセン - 追加ボーカル (for the radio edit) – フロー・ライダー |

## チャートと認証
| チャート(2010年)                         | 最高順位 |
| ---------------------------------------- | -------- |
| ヨーロッパ (European Hot 100 Singles)    | 32       |
| ヨーロッパ (Euro Digital Songs)          | 18       |
| アイルランド (IRMA)                      | 11       |
| スコットランド (Official Charts Company) | 9        |
| UK シングルス (OCC)                      | 10       |

| 国/地域                          | 認定     | 認定/売上数 |
| -------------------------------- | -------- | ----------- |
| イギリス (BPI)                   | Platinum | 600,000     |
| 認定のみに基づく売上数と再生回数 |          |             |

## リリース歴
| 国           | 発売日         | レーベル            | フォーマット |
| ------------ | -------------- | ------------------- | ------------ |
| アイルランド | 2010年10月28日 | Polydor Records     | デジタルEP   |
| イギリス     | 2010年10月31日 | Fascination Records | デジタルEP   |
| イギリス     | 2010年11月1日  | Fascination Records | CDシングル   |